# Ramiro Valdés
Ramiro Valdés Menéndez (Artemisa, 28 aprile 1932) è un politico, rivoluzionario e militare cubano, importante esponente del Movimento del 26 luglio di Fidel Castro.

## Biografia
Durante la Rivoluzione Cubana, Ramiro Valdés è stato prima capitano di Che Guevara, poi promosso a comandante da Fidel Castro, alla fine della rivoluzione è stato ministro dell'interno e vicepresidente del consiglio dei ministri cubano e, in questi ruoli, è stato artefice e supervisore di molte riforme. In seguito a varie vicissitudini, che lo videro più volte uscire e rientrare in carica come ministro e membro del Politburo, venne nominato ministro dell'Informatica e delle Comunicazioni e direttore della Copextel, azienda che sotto la sua direzione sarebbe diventata la numero uno delle telecomunicazioni cubane.
Nel 2008, in seguito alla nomina di Raúl Castro come presidente del Consiglio di Stato, è stato riammesso nel Politburo e, nel 2011, ha lasciato l'incarico di ministro all'ingegnere informatico Medardo Díaz Toledo ed è stato nominato da Raúl come superministro dello stato cubano.